# Peter Ainsworth
Pour les articles homonymes, voir Ainsworth.
Peter Michael Ainsworth (né le 16 novembre 1956 et mort le 6 avril 2021) est un homme politique conservateur du Royaume-Uni. Il est député de East Surrey de 1992 à 2010.
Après sa retraite de la politique, Ainsworth est nommé président du Big Lottery Fund et, plus tard, président du Church Conservation Trust.

## Jeunesse
Fils d'un officier de marine, Ainsworth fait ses études à la Ludgrove School de Wokingham, au Bradfield College et au Lincoln College d'Oxford, où il obtient son diplôme en 1979, avec une maîtrise en littérature et langue anglaises.
À sa sortie de l'université, il est assistant auprès de l'ancien Député européen conservateur, Sir John Stewart-Clark, puis en 1981, il est banquier d'affaires. Il travaille en tant qu'analyste d'investissement pour Laing & Cruickshank Investment Management (racheté par UBS en 2004) de 1981 à 1985, puis en finance d'entreprise pour SG Warburg Securities (racheté par UBS en 1994) de 1985 à 1992, dont il devient administrateur de 1990 à 1992 .
Il épouse Claire Burnett à Hatfield en 1981, avec qui il a un fils, Benny Ainsworth (acteur) et deux filles.

## Carrière parlementaire
Il est élu conseiller du Borough londonien de Wandsworth en 1986 et, aux élections générales de 1992 est élu au Parlement pour le siège d'East Surrey, succédant à Sir Geoffrey Howe.
En 1994, Ainsworth devient Secrétaire parlementaire privé (SPP) du secrétaire en chef au Trésor, Jonathan Aitken, et en 1995, est le SPP de la secrétaire d'État au Patrimoine national, Virginia Bottomley. Il est promu par John Major en 1996 au bureau des whips. Lorsque le gouvernement Major tombe l'année suivante, il reste whip dans l'opposition et est promu whip en chef adjoint par William Hague.
Le 5 janvier 2010, Ainsworth annonce qu'il se retirerait aux élections générales suivantes . La majorité conservatrice dans East Surrey était de 15921 voix en 2005.

### Cabinet fantôme
En 1998, il entre dans le cabinet fantôme, au ministère de la Culture, des Médias et des Sports et à partir de 2001 pour le ministère de l'Environnement, de l'Alimentation et des Affaires rurales. Ainsworth démissionne pour des raisons familiales en 2002 .
À partir de 2003, il préside le Comité spécial d'audit environnemental, avant de rejoindre le Cabinet fantôme sous David Cameron en décembre 2005 en tant que Secrétaire d'État fantôme pour l'environnement, l'alimentation et les affaires rurales. Le poste a une importance accrue étant donné le nouvel accent mis par les conservateurs sur les politiques environnementales sous Cameron.
S'exprimant en mars 2006, Ainsworth expose la nouvelle direction possible de la politique conservatrice en déclarant que «la réalisation d'un monde durable et la lutte contre la menace du changement climatique nécessiteront des idées vraiment nouvelles et une réflexion radicale. Nous ne pouvons pas nous attendre à relever les défis de ce siècle en jouant avec les structures et les technologies que nous avons héritées du passé, et le concept d'énergie décentralisée doit être pris au sérieux. " . Ainsworth est le seul membre du cabinet fantôme à avoir voté contre la guerre en Irak.
Ainsworth perd son poste dans le cabinet fantôme lors du remaniement de janvier 2009 lorsque Nick Herbert prend le poste de secrétaire d'État fantôme à l'environnement, à l'alimentation et aux affaires rurales.

## Carrière après le Parlement
En juin 2011, Ainsworth est nommé président du Big Lottery Fund puis président du Church Conservation Trust. Ainsworth est membre du conseil d'administration de l'Agence pour l'environnement et était auparavant président de la Fondation Elgar et de l'organisme de bienfaisance pour plantes sauvages Plantlife.